# Rock Bottom Riser
Rock Bottom Riser ist ein Experimentalfilm von Fern Silva, der im Frühjahr 2021 beim Dokumentarfilmfestival Cinéma du Réel und den  Internationalen Filmfestspielen Berlin vorgestellt wurde.

## Inhalt

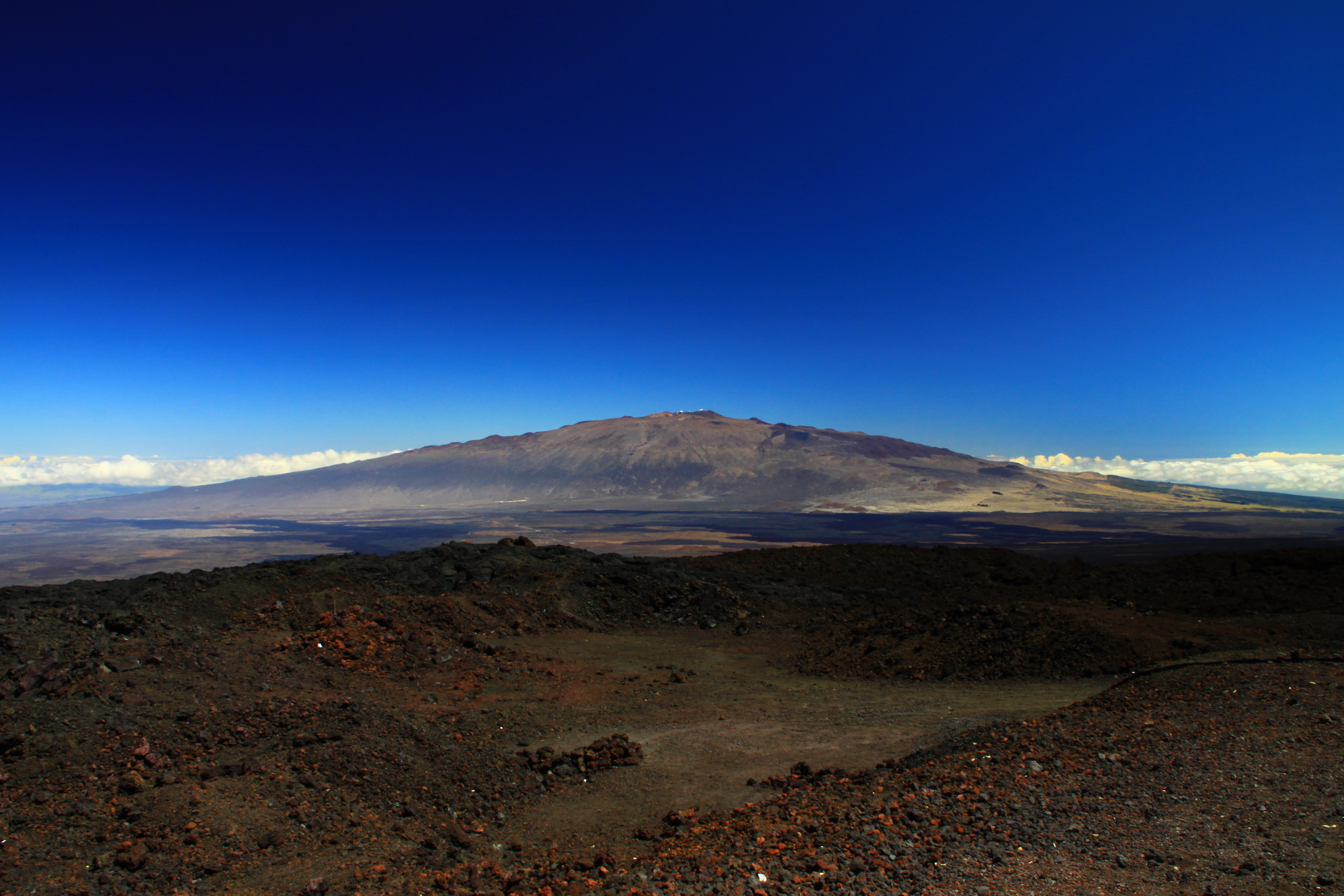
Der Mauna Kea ist der heiligste und höchste Berg Hawaiis

Der Film zeigt, wie Astronomen planen, auf dem heiligsten und höchsten Berg Hawaiis, dem Mauna Kea, das größte Teleskop der Welt zu bauen.

## Produktion

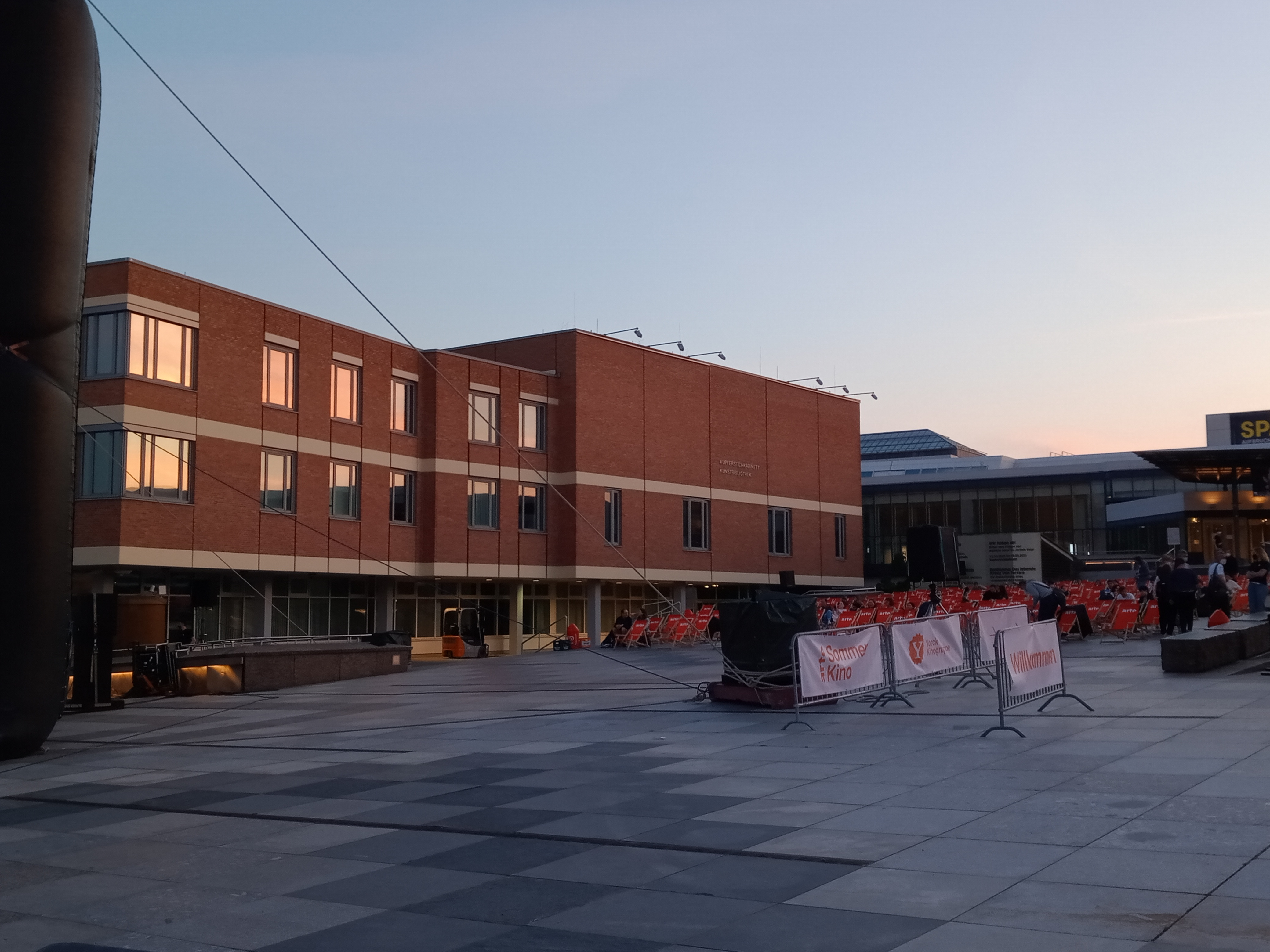
Im Juni 2021 wurde der Film im Rahmen des Berlinale Summer Special gezeigt

Es handelt sich bei Rock Bottom Riser  um das Langfilmdebüt von Fern Silva. 
Der Film feierte im März 2021 bei Cinéma du Réel seine Weltpremiere und wurde im Juni 2021 im Rahmen der Internationalen Filmfestspiele Berlin in der Sektion Encounters vorgestellt. Dort erfolgen ab 11. Juni 2021 Vorstellungen beim Summer Special, das Open Air stattfindet. Ende April, Anfang Mai 2021 wurde er im Rahmen der Reihe New Directors / New Films gezeigt, einem gemeinsamen Filmfestival des New Yorker Museum of Modern Art und der Film Society of Lincoln Center. Ende August 2021 wurde er beim Filmfestival Karlovy Vary gezeigt und hiernach bei IndieLisboa.

## Auszeichnungen
Cinéma du Réel 2021
- Nominierung im internationalen Wettbewerb
- Auszeichnung mit dem Original Music Award (Sergei Tcherepin und Lea Bertucci)[9][10]

IndieLisboa 2021
- Nominierung im Competição Nacional[8]

Internationale Filmfestspiele Berlin 2021
- Nominierung in der Sektion Encounters
- Special Mention in der Sektion Encounters

Zinebi International Documentary and Short Film Festival of Bilbao 2021
- Auszeichnung mit dem Hauptpreis[11]